# Jägersbleeker Teich
Der Jägersbleeker Teich im Harz ist ein Stauteich bei Clausthal-Zellerfeld im Landkreis Goslar in Niedersachsen. Er gehört zu den Oberharzer Teichen, die für Montanzwecke angelegt wurden. Er steht unter Denkmalschutz und gehört seit 2010 als Bestandteil des Oberharzer Wasserregals mit zum Weltkulturerbe Bergwerk Rammelsberg, Altstadt von Goslar und Oberharzer Wasserwirtschaft.

## Lage
Der Stauteich liegt im Oberharz im Naturpark Harz. Er befindet sich rund 3,5 km ostsüdöstlich des Ortsteils Clausthal und ist nur über Forststraßen und Wanderwege erreichbar. Unterhalb wird das Abflussgebiet vom Dammgraben gequert; darunter befindet sich der Fortuner Teich. 
Nahe dem Südostende des Staudamms steht die nach dem Forstamtmann August Weppner benannte August Weppner Hütte, eine Schutzhütte für Wanderer, in der die Stempelstelle Nr. 127, Weppner Hütte, Jägersbleeker Teich, der Harzer Wandernadel untergebracht ist.

## Einzugsgebiet
Das Einzugsgebiet liegt im Flussgebiet der Oker. Es ist ausschließlich bewaldet und grenzt im Westen an das Einzugsgebiet des benachbarten Hirschler Teiches. Aus Richtung Osten konnte dem Teich noch Wasser des Tränkegrabens über den Jägersbleeker Wasserlauf zusätzlich beigeleitet werden; diese Verbindung wird aber seit den 1980er Jahren nicht mehr betrieben. Der Tränkegraben konnte auch über das Polsterberger Hubhaus mit aus dem Dammgraben geförderten Wasser beaufschlagt werden.  

## Beschreibung
Seine Wasseroberfläche liegt auf 586,09 m+NN. Er hat ein Stauvolumen von 410.000 m³ und sein Staudamm ist 13,65 m über Talsohle hoch. Der Damm wurde nach der Alten Bauart errichtet, das heißt, seine Rasensodendichtung befindet sich an der wasserseitigen Böschung. Im Stauraum befindet sich eine Edelkrebspopulation und aufgrund seiner seltenen Teichbodenvegetation wird der Teich mit wechselnden Wasserständen gefahren. 
Die Geschichte des Jägersbleeker Teiches lässt sich bis um 1670 zurückverfolgen. Das Bauwerk wurde mehrfach erhöht. Der Teich hatte die Aufgabe, über den 6,45 Kilometer langen Jägersbleeker Flutgraben die Bergwerke des Burgstätter Gangzuges zu versorgen, die er aufgrund seiner Höhe auf dem 2. Gefälle erreichen konnte. Der Jägersbleeker Flutgraben wurde über einen oberen Fall beaufschlagt, der nur die obersten Meter des Stauraumes entnehmen konnte. Ab 1785 konnte das Wasser den wesentlich kürzeren Weg über den Fortuner Wasserlauf nehmen. Diese Strecke war nur noch zwei Kilometer lang, aufgrund der kürzeren Strecke und des geringeren Höhenunterschiedes konnte hierfür das Wasser aus dem Unteren Fall verwendet werden und es stand somit nahezu der gesamte Stauraum für den Burgstätter Gangzug zur Verfügung.
Bemerkenswert ist die als zweite kleinere Stauanlage gestaltete Striegelwiderwaage, die durch einen kleineren Damm unmittelbar hinter dem Hauptdamm das Wasser auf etwa drei Meter Höhe anstaut. Striegelwiderwaagen dienen vor allem dazu, das Holzgerenne des Grundablasses zum Schutz vor Fäulnis immer unter Wasser zu halten. In diesem Fall ging es aber vor allem darum, das Wasser nach Passage des Grundablasses auf dem Niveau des weiterführenden Jägersbleeker Grabens zu halten.

## Bauwerkshistorie
Ursprünglich wurde der Jägersbleeker Teichdamm im Jahr 1670 auf eine schon damals recht ansehnliche Dammhöhe von 9,5 Metern gebracht. 1697 erhöhte man den Damm um rund weitere 1,5 Meter. 1718 und 1719 kam es zu einer weiteren Dammerhöhung um etwa 3,0 Meter, die durch die sehr reichen Erzfunde in den Gruben Dorothea und Caroline im Burgstätter Gangzug ausgelöst wurde. Die wasserseitige Rasensodendichtung wurde 1740 durch das Vorschütten einer Geröllschüttung als Wellenschutz zusätzlich gesichert.
Der Schlussstein der Gewölbebrücke über die Hochwasserentlastungsanlage (Ausflut) trägt die Jahreszahl 1871 und deutet auf das Entstehungsjahr der Anlage hin. In einer Dokumentation von 1964 gibt es noch einen Striegelschacht Oberer Fall am linken (westlichen) Hang als obere Entnahme, mit dem früher der Jägersbleeker Flutgraben beaufschlagt worden ist. Dieser Schacht muss in den 1960er oder 1970er Jahren außer Betrieb genommen und verfüllt worden sein. 
1984 und 1985 wurde eine umfangreiche Reparatur an der Striegelwiderwaage unternommen. Da das Holzgerenne verstopft war, wurde der Damm der Widerwaage bergmännisch durchörtert und ein Kunststoffrohr DN 200 als neuer Grundablass für die Widerwaage installiert. Der Stollen wurde anschließend mit Beton versetzt. Die nun vorhandene Mischung aus historischen und neuzeitlichen Material bzw. flexiblen Dammschüttmaterial und starren Beton hat sich nicht bewährt: Pfingsten 1985 brach der Damm der Striegelwiderwaage und es kam zu heftigen Diskussionen zwischen Denkmalschützern, Bürgern und Wasserbauern über die Ursache. Im Herbst 1985 wurde schließlich eine neue Dichtung aus Rasensoden entsprechend dem historischen Vorbild vor die Reparaturstelle eingebaut.

## Sonstiges
Ein großer Teil der Dammkrone ist in Richtung Luftseite durch ein historisches Geländer aus Feldbahnschienen und Stahlseil gesichert. Diese Konstruktion ist typisch für die von Bergleuten betriebenen Wasserbauanlagen: Absperrmaterial holte man sich möglichst vom Schrotthaufen und dort lagen immer ausgediente Grubenbahnschienen und außer Betrieb genommene Drahtseile aus der Förderung. Die Denkmalschutzbehörden legen viel Wert darauf, diese Konstruktionen in Erinnerung an den ursprünglichen Zweck der Kunstteiche zu erhalten.

## Bildergalerie

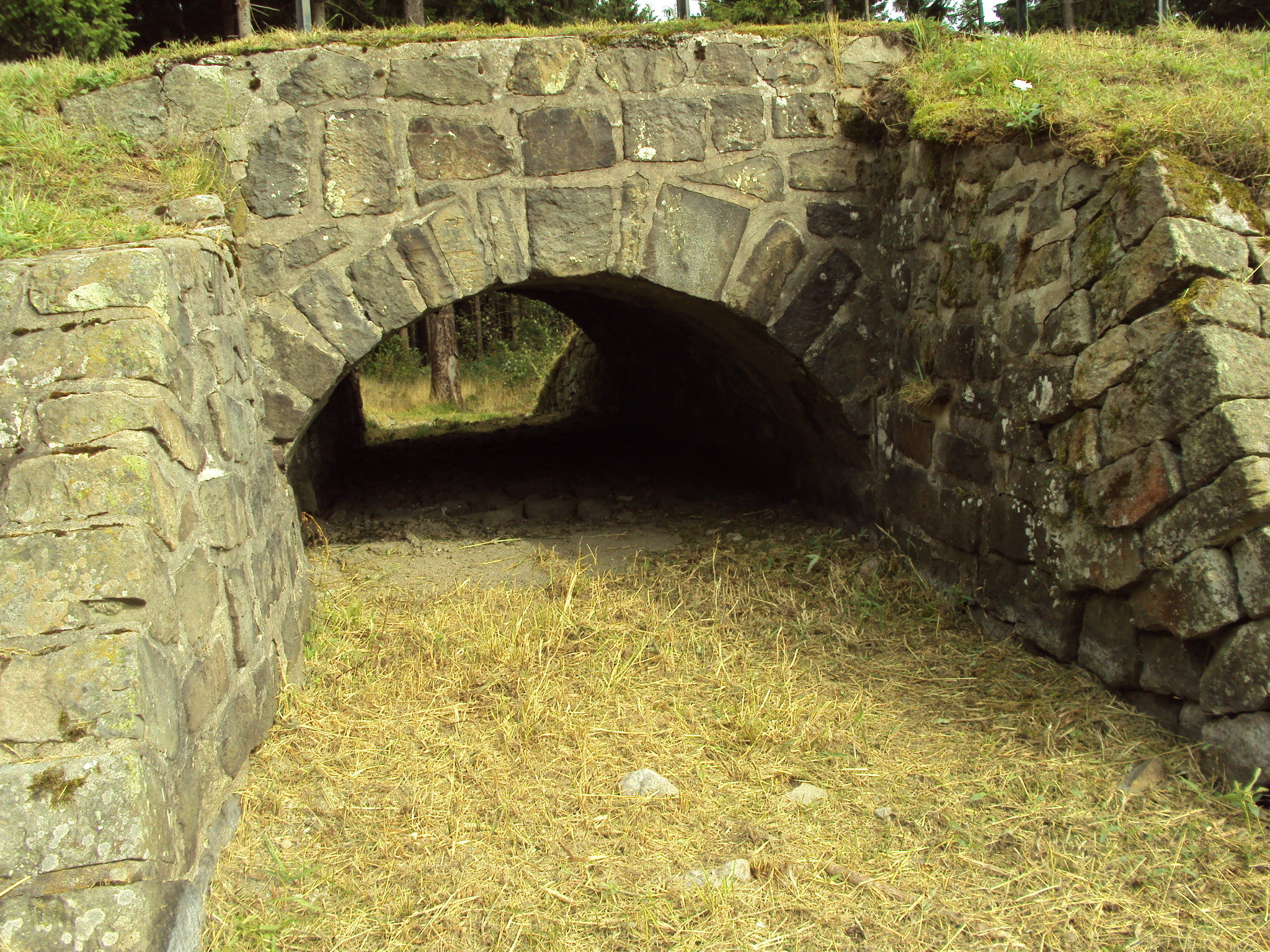
Gewölbebrücke von 1871 für die Hochwasserentlastungsanlage
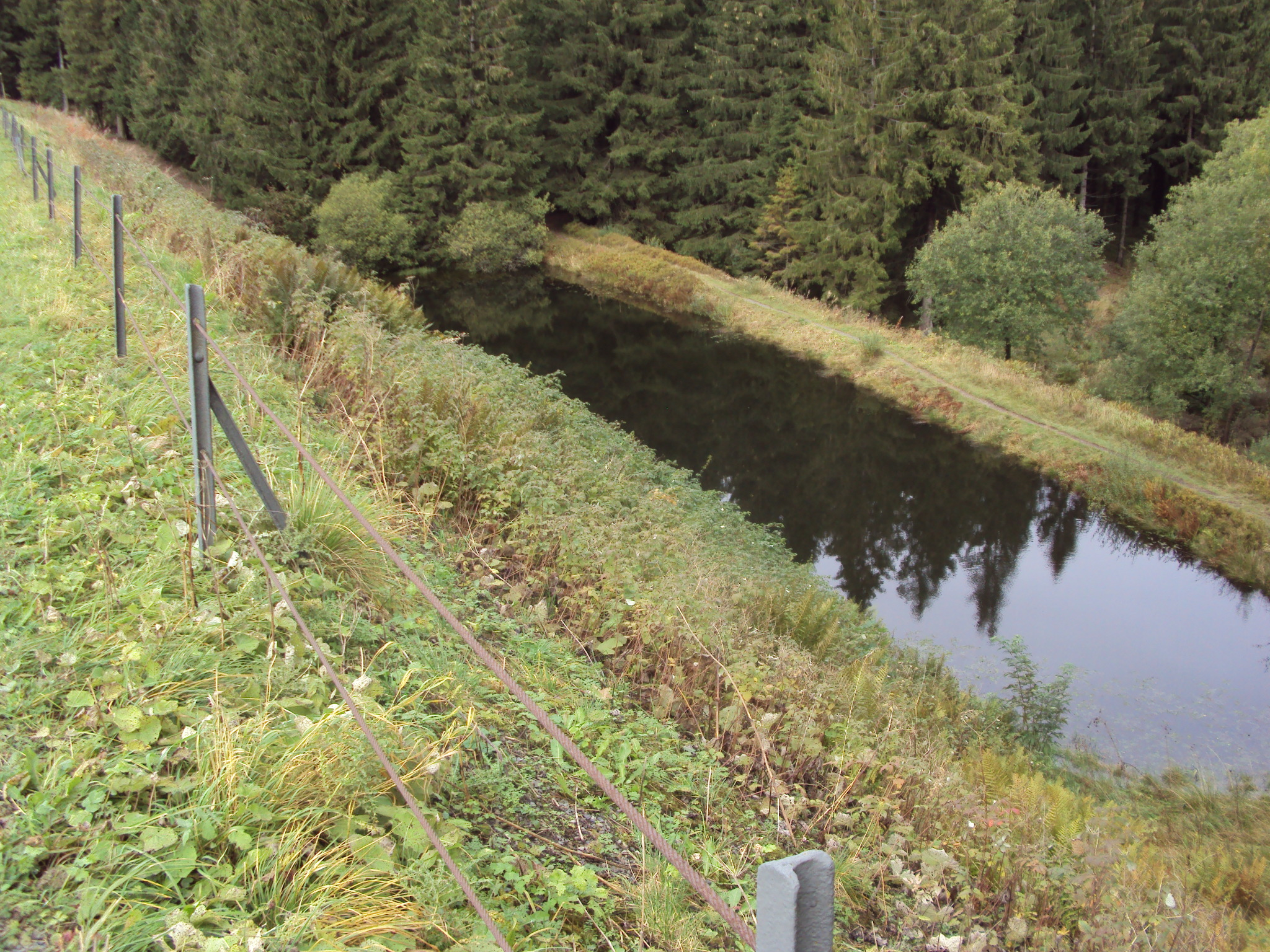
Blick von der Dammkrone zur Widerwaage. Im Vordergrund Geländer aus Feldbahnschienen und Drahtseilen
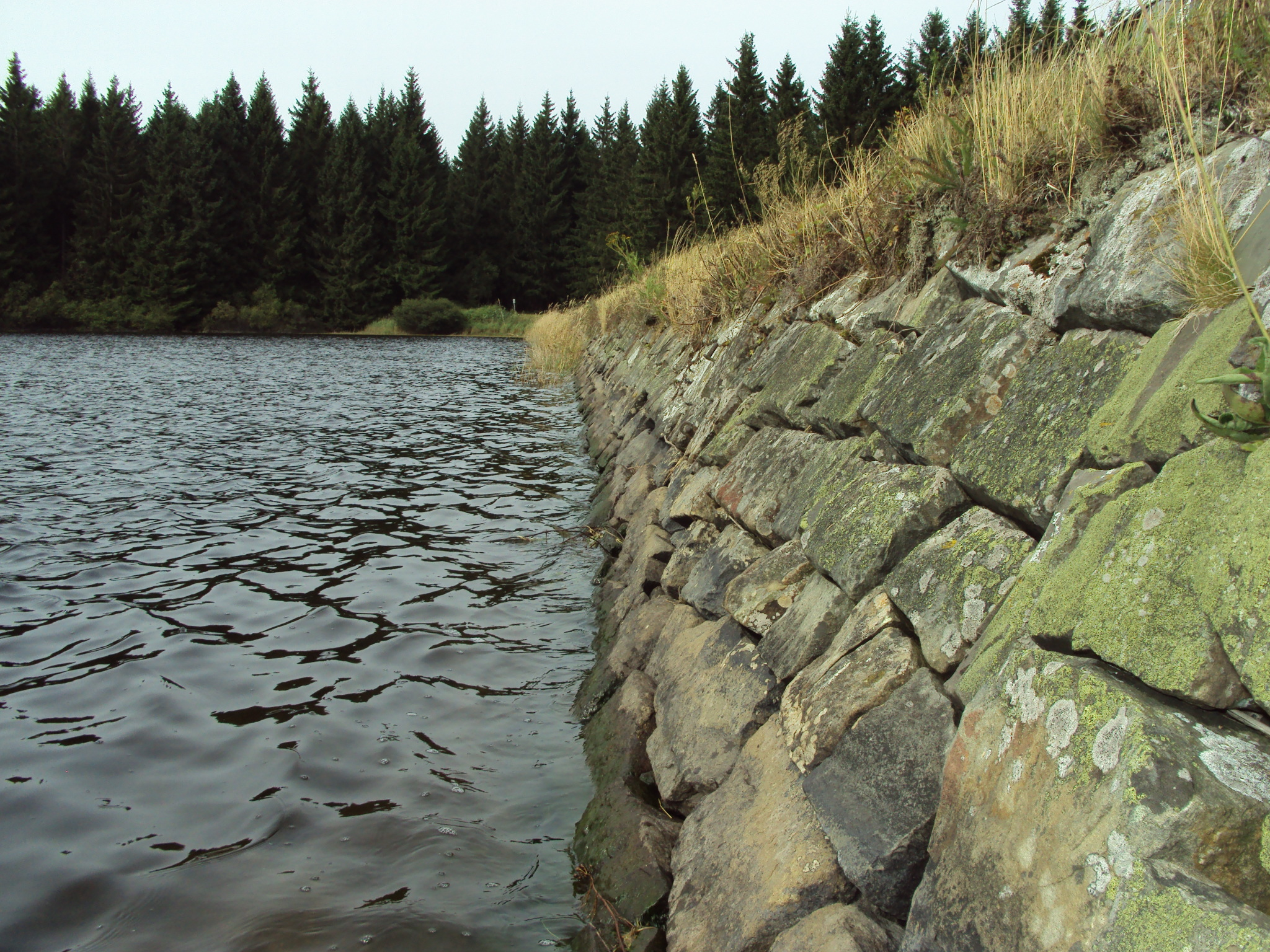
Wellenschutzmauer aus Grauwacke-Bruchsteinen
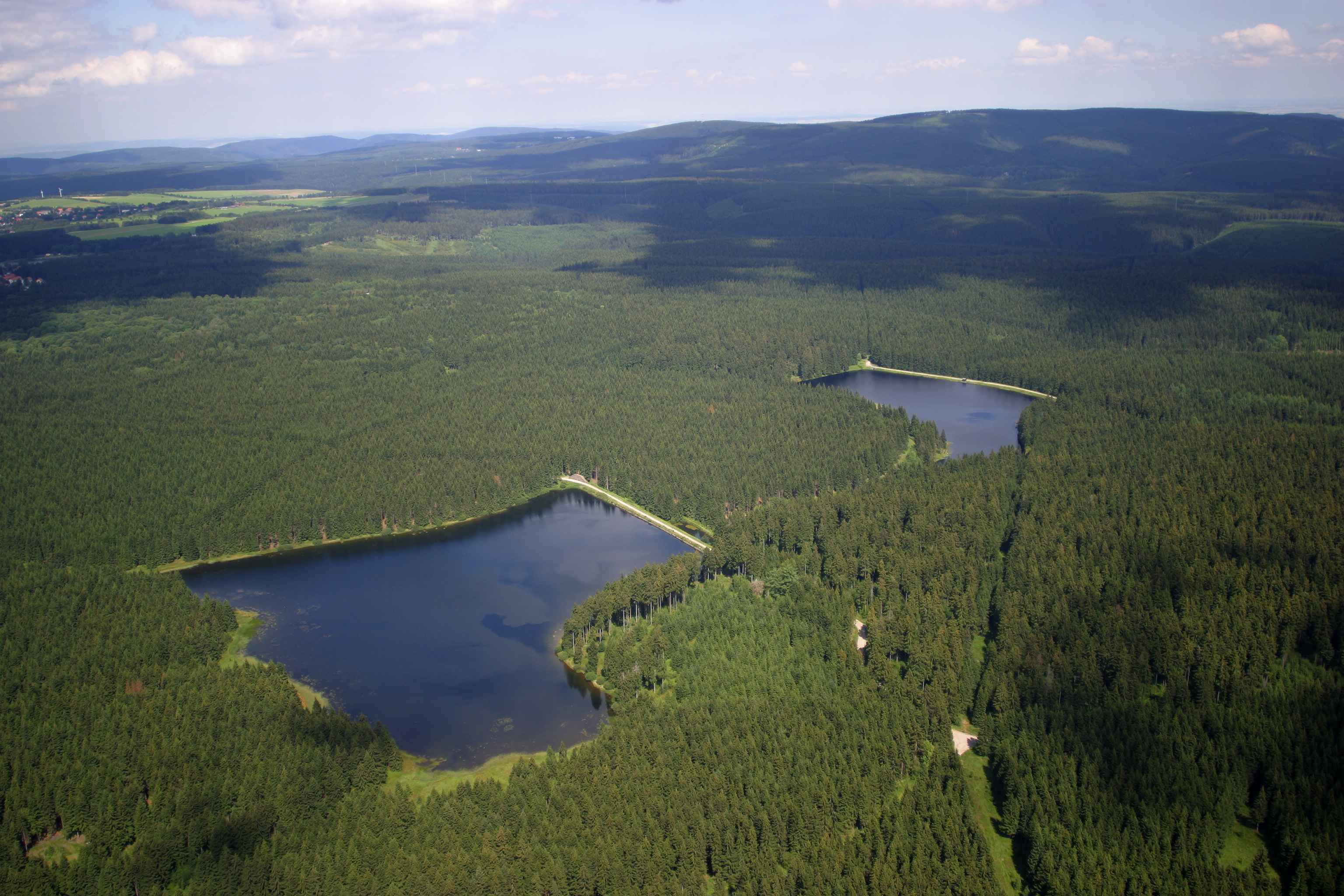
Luftbild (2004), im Hintergrund der Fortuner Teich